# Минга-Гуасу
Ми́нга Гуасу́ — город в Республике Парагвай в департаменте Альто-Парана. Основан в 1958 году. Находится в 311 км от столицы страны - Асунсьона, и в 20 км от столицы департамента города Сьюдад-дель-Эсте.

## Топонимика
«Минг» на языке кечуа означает «совместная работа», а «Гуасу» на языке гуарани - «большой».

## Климат
Среднегодовая температура составляет +21 °C, максимальная +38 ºС, минимальная 0 °C. На департамент Альто-Парана приходится наибольшее для Парагвая годовое количество осадков.

## Население
По оценкам исследований и переписей Департамента статистики, население города составляет 60 719 жителей, из них 31 358 — мужчин и 29 361 — женщин.

## Истории
Когда оно основано 14 мая 1958 года группа молодых людей находятся в джунглях, Парана, чтобы положить начало тогдашней колонии президента Стресснера. Система «Минг» состоялась в понедельник под руководством полковника Гвидо Салезианцев - священника, который был одним из лидеров этого сообщества, направленный на колонизацию.

## Экономика
Город является агропромышленным центром региона.
Основной сельскохозяйственной продукцией являются соя, а также кукуруза, маниока, хлопок, пшеница, сахарный тростник, падуб парагвайский, овощи и бобы. 
В сфере животноводства преобладает птицеводство.

## Туризм
Ming Guazú Expo проводится ежегодно в сентябре и в Престольный праздник 24 мая, в день Помощь Марии. 6 июля отмечается День Мингеро.
Город имеет частичный доступ к Маршруту VII и Маршруту VI.
Вокруг города расположено много полей для гольфа.

## Инфраструктура
Он состоит из двух крупных городских центров, на 20 км и 16 км. Во-первых, в 1966 году он построил школу и церковь, посвященная покровителю. Годы спустя он создан совместными Guazú Минг, которое позволило людям лучшую жизнь и улучшению условий труда.

В другой, школы, основные государственные учреждения и колледжа Дона Боско.
1. ↑  https://www.datos.gov.py/dataset/nuevo-codigo-postal-del-paraguay